# Trégueux
Trégueux é uma comuna francesa na região administrativa da Bretanha, no departamento Côtes-d'Armor. Estende-se por uma área de 14,58 km². Em 2010 a comuna tinha 8 613 habitantes (densidade: 590,7 hab./km²).